# Организационная коммуникация
Организационная коммуникация – область исследований в теории коммуникации, затрагивающая взаимоотношения организаций между собой и другими формами общественности.

## История исследования
Исследования в этой области начались после значительного прогресса в изучении бизнес-коммуникации, делового общения и ранних исследований массовых коммуникаций, опубликованных в 1930-х и в 1950-х годах. До того момента организационная коммуникация как дисциплина состояла из нескольких работ специалистов по коммуникации, которые особенно интересовались проблематикой устной и письменной речи в условиях делового общения. На данный момент организационная коммуникация имеет собственные теории и эмпирические проблемы.
Несколько оригинальных публикаций выделяются как работы, расширяющие масштабы и признающие важность коммуникации в организационном процессе и использование термина «организационная коммуникация». Нобелевский лауреат Герберт А. Саймон писал в 1947 году о «системах связи организации», говоря, что общение «абсолютно необходимо для организаций» :208. Чарльз Реддинг сыграл значительную роль в становлении организационной коммуникации как дисциплины.
В 1950-х годах исследования организационной коммуникации были сосредоточены в основном на роли коммуникации в улучшении деятельности организации и достижении поставленных целей. В 1980-х годах эта отрасль отделилась от бизнес-ориентированного подхода к коммуникации и стала больше склоняться определяющей ролью коммуникации в организации.

## Ранние базовые подходы
Среди основных предположений, лежащих в основе большей части ранних исследований организационной коммуникации, можно выделить следующие.
Люди действуют рационально. Некоторые люди не ведут себя рационально, обычно у них нет доступа ко всей информации, необходимой для принятия рациональных решений. Поэтому они будут принимать нерациональные решения, если в процессе общения не произойдет какой-либо сбой, что является обычным явлением. Тем не менее, нерациональные люди стараются действовать рационально в ходе общения, несмотря на то, рационально это или нет.
Формальная логика и эмпирически проверяемые данные должны быть основой, на которую опирается любая теория. Все, что нам действительно нужно для понимания коммуникации в организациях, это (а) наблюдаемое и воспроизводимое поведение, которое может быть преобразовано в переменные с помощью некоторой формы измерения, и (б) формально воспроизводимые силлогизмы, которые могут распространить теорию с наблюдаемых данных на другие группы и параметры.
Общение - это прежде всего механический процесс, в котором сообщение создается и кодируется отправителем, передается по коммуникационному каналу, затем принимается и декодируется получателем. Искажение, представленное в виде любых различий между исходным и полученным сообщениями, может и должно быть выявлено.
Организации - это механические элементы окружающего мира, составные части которых (включая сотрудников, выполняющих определенные роли) являются взаимозаменяемыми. В соответствии с этим принципом возможно сделать следующий вывод: то, что работает в одной организации, будет работать в другой аналогичной организации. Индивидуальные различия могут быть сведены к минимуму или даже устранены с помощью тщательных методов управления.
Организации функционируют как место, в котором происходит общение. Любые различия в форме или функции общения между тем, что происходит в организации и в других условиях, могут быть идентифицированы и изучены как факторы, влияющие на коммуникативную деятельность.
Герберт А. Саймон представил концепцию ограниченной рациональности, которая поставила под сомнение предположения об идеальной рациональности участников общения. Он утверждал, что люди, принимающие решения в организациях, редко имеют полную информацию, и что даже если им будет доступно больше информации, они склонны выбирать первый приемлемый вариант, а не искать дальнейшие решения для выбора оптимального решения.
В начале 1990-х Питер Сенге разработал новую теорию организационной коммуникации. В рамках его подхода изучались организации и системное мышление. Они были хорошо приняты и в настоящее время являются основой современных убеждений в отношении организационных коммуникаций.

## Сетевая коммуникация
Бавелас установил, что шаблоны общения, или сети, влияют на группы несколькими важными способами. Сети связи могут влиять на своевременное выполнение группой поставленной задачи, положение фактического лидера в группе, или они могут влиять на удовлетворение членов группы от занятия определенных позиций в сети. Хотя эти выводы основаны на лабораторных экспериментах, они имеют важное значение для динамики общения в официальных организациях.
Существует несколько типов связи, таких как «цепь», «колесо», «звезда» и «круг» .

## Межорганизационная связь

### Номенклатура организационной коммуникации
Сокращения используются для обозначения двустороннего потока информации или других взаимодействий, например, B2B - это «бизнес-бизнес». С использованием этих терминов возможны системы двухточечной связи, компьютерные сети, неэлектронные телекоммуникации и личные встречи. Примеры:
| - В бизнесе - B2B (бизнес-бизнес) - B2C (бизнес-потребитель) - B2E (бизнес-сотрудник) - B2G (бизнес-правительство) | - В управлении - G2G (правительство–правительство) - G2C (правительство-гражданин) - G2E (правительство-сотрудник) - G2B (правительство-бизнес) | - В обществе - C2B (потребитель-бизнес) - C2C (потребитель-потребитель) - или (клиент-клиент) - или (гражданин-гражданин) |

## Межличностное общение
Основная статья: Межличностное общение
Индивидуальное или межличностное общение между людьми может принимать несколько форм - сообщения могут быть вербальными (то есть выраженными словами) или невербальными: жестами, выражениями лица и позами («язык тела»). Источником невербальных сообщений может быть также молчание.
Невербальное содержание всегда сопровождает словесное содержание сообщений. Говоря о невербальном общении, Бёрдвистелл говорит, что «оно дополняет (т.е. «добавляет»), а не повторяет словесное поведение». Например, если кто-то говорит о длине объекта, он может поставить руки так, чтобы визуально оценить его.
Вирджиния Сатир установила, что люди не могут не общаться символически (например, через одежду или имущество) или через какую-то форму языка тела. В сообщениях, которые передаются по телефону, мессенджеру или письму, ситуация или контекст, в котором отправляется сообщение, становится частью его невербального содержания. Например, в ситуации, когда компания теряет деньги, фронт-офис в письме в производственное подразделение просит реорганизовать отделы отгрузки и получения, что может быть истолковано таким образом, что некоторые люди должны быть уволены, только если в письме не было четко указано обратное .

### Формальная и неформальная коммуникация
Неформальное и формальное общение также используются в организации. Общение, проходящее по формальным каналам, происходит вниз, горизонтально и вверх, тогда как общение по неформальным каналам обычно называется виноградной лозой.
Неформальное общение, обычно связанное с межличностным, горизонтальным общением, в первую очередь рассматривалось как потенциальное препятствие для эффективной работы организации. Неформальное общение стало более важным для обеспечения эффективного ведения работы в современных организациях.
Виноградная лоза является схемой неформального общения. Она распространяется через организацию, получая личную интерпретацию в виде сплетен, слухов и одиночных сообщений. Общение в виноградной лозе быстрое и обычно более прямое, чем официальное общение. Сотрудник, который получает большую часть информации о виноградной лозе, но не передает ее другим, называется «тупиковым». Сотрудник, который получает менее половины информации по виноградной лозе, является «изолированным». Виноградная лоза может включать в себя деструктивное недопонимание, но она также может быть полезна для выражения чувств и повышения производительности труда сотрудников.
Нисходящий подход также известный как нисходящее общение. Этот подход используется руководством высшего уровня для связи с нижними уровнями. Он используется для реализации политики, руководства и т.д. В этом типе организационной коммуникации происходит искажение фактической информации. При данном подходе эффективность может быть достигнута путем обратной связи.
Кроме того, Р. МакФи и П. Зог придерживаются несколько иной точки зрения на общение как составляющую организации, с большим количеством нюансов. Они идентифицируют четыре основных потока коммуникации, формальных и неформальных, которые становятся взаимосвязанными, составляя организацию как процесс и организацию как явление:
- организационное самоструктурирование;
- переговоры о членстве;
- координация деятельности;
- институциональное позиционирование.

## Перспективы

### Смысл-ориентированный подход
По словам Шокли-Залабака, подход, ориентированный на значение, - это «способ понимания организационной коммуникации путем обнаружения того, как организационная реальность создается посредством человеческого взаимодействия». Этот подход больше сосредоточен на понимании того, что такое коммуникация, а не почему и как она работает, а функции и передача сообщений не рассматриваются так тщательно.

### Методологии исследования
Исторически сложилось так, что организационная коммуникация была основана главным образом на методологиях количественных исследований. В исследование функциональной организационной коммуникации включены статистические анализы (такие как опросы, индексация текста, картирование сети и моделирование поведения). В начале 1980-х произошла революция в организационном общении. В тексте Путнама и Пакановского 1983 года «Коммуникация и организации: интерпретативный подход» авторы выступали за открытие методологического пространства для качественных подходов, таких как нарративный анализ, наблюдение за участниками, интервьюирование, риторические и текстовые подходы) и философских запросов.
В дополнение к качественным и количественным методологиям исследования, существует также третий подход исследования, называемый смешанными методами. «Смешанные методы - это тип процедурного подхода к проведению исследований, который включает сбор, анализ и смешивание количественных и качественных данных в рамках одной программы обучения. Его обоснование постулирует, что использование как качественных, так и количественных исследований обеспечивает лучшее и более глубокое понимание проблемы исследования, которую не дает ни один из традиционных подходов к исследованию. Сложные контекстные ситуации легче понять при использовании смешанного метода исследования, чем при использовании качественного или количественного подхода. Существует более пятнадцати типологий разработки смешанных методов. Поскольку эти типологии имеют много общих характеристик и критериев, они были классифицированы по шести различным типам. Три из этих типов являются последовательными, что означает, что один тип сбора и анализа данных происходит раньше другого. Другие три проекта являются одновременными, то есть качественные и количественные данные собираются одновременно:42.
Смешанные методы основаны на максимизации сильных сторон качественного и количественного исследования и минимизации их индивидуальных слабостей путем объединения данных, получаемых путем использования обоих методов. Количественное исследование подвергается критике за то, что оно не учитывает контексты, не имеет глубины и не дает участникам высказаться. С другой стороны, качественные исследования подвергаются критике за меньшие размеры выборки, возможную предвзятость исследователей и отсутствие обобщения.
В течение 1980-х и 1990-х годов критические исследования организационной коммуникации делали акцент на вопросах пола, расы, класса и власти/знаний. В своем нынешнем состоянии изучение организационной коммуникации открыто методологически, регулярно публикуются исследования постпозитивных, интерпретирующих, критических, постмодернистских и дискурсивных парадигм.